# Leimacomys buettneri
Leimacomys buettneri — монотиповий вид роду Leimacomys, і підродини Leimacomyinae родини мишеві.

## Опис
Голова й тіло типового зразка 118 мм, хвіст 37 мм. Верх від темно до сірувато-коричневого кольору. плечі й боки світло-коричневі. Низ блідо-сірувато-коричневий. Ступні вкриті коротким коричневим волоссям. Малі вуха добре вкриті волоссям. кігті на передніх лапах довгі, але дещо коротші ніж на задніх лапах. Хвіст дуже короткий і на вигляд оголений. Зубна формула: 1/1, 0/0, 0/0, 3/3 = 16

## Поширення
Цей вид відомий тільки з типової місцевості в Того по двох зразках. Типова місцевість знаходиться в лісовій зоні.

## Звички
Зубний ряд і вміст шлунка вказує на частково комахоїдні вподобання; короткий хвіст припускає наземний спосіб життя.